# Klosterkirche Weltenburg

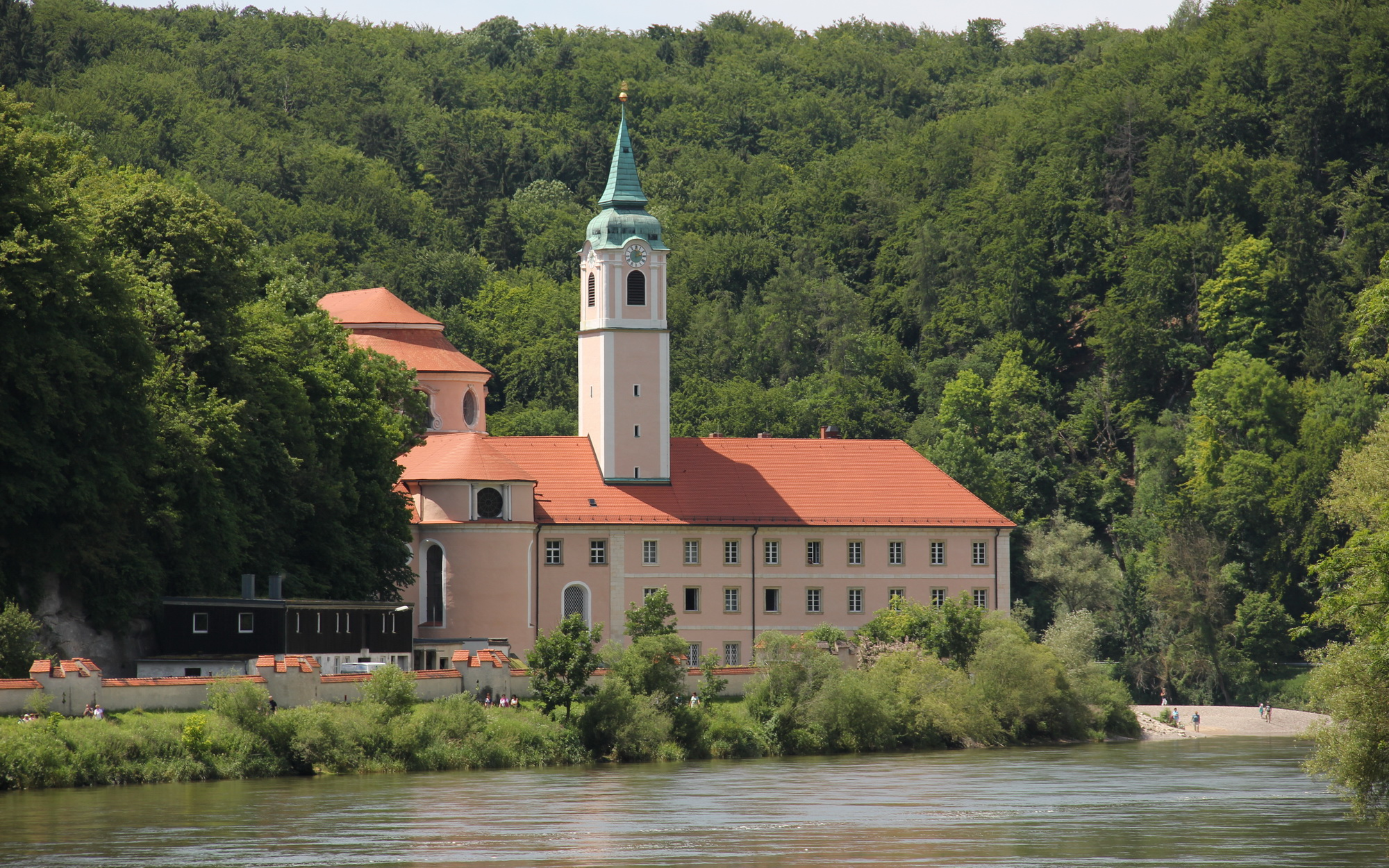
Klosterkirche St. Georg zu Weltenburg

Die römisch-katholische Klosterkirche St. Georg des Benediktinerklosters Weltenburg steht am Eingang des Donaudurchbruchs, gehört zur Stadt Kelheim in Bayern. Sie ist über eine Stichstraße vom Kelheimer Ortsteil Weltenburg oder mit Personenschifffahrt von Kelheim aus erreichbar. Die Klosterkirche ist eine der wichtigsten Sakralbauten des Barock in Europa. Ihre heutige Erscheinungsform entstand 1716 bis 1718 und wurde in der Folgezeit von den Brüdern Asam im Stil des Spätbarock ausgestattet. Zusammen mit der Klosteranlage steht die Kirche unter Denkmalschutz. Ihr Patrozinium ist dem hl. Georg gewidmet. Die Weltenburger Klosterkirche dient auch als Pfarrkirche der gleichnamigen Pfarrei im Dekanat Kelheim des Bistums Regensburg. Das Patronatsfest wird am Georgstag, dem 24. April gefeiert.

## Geschichte

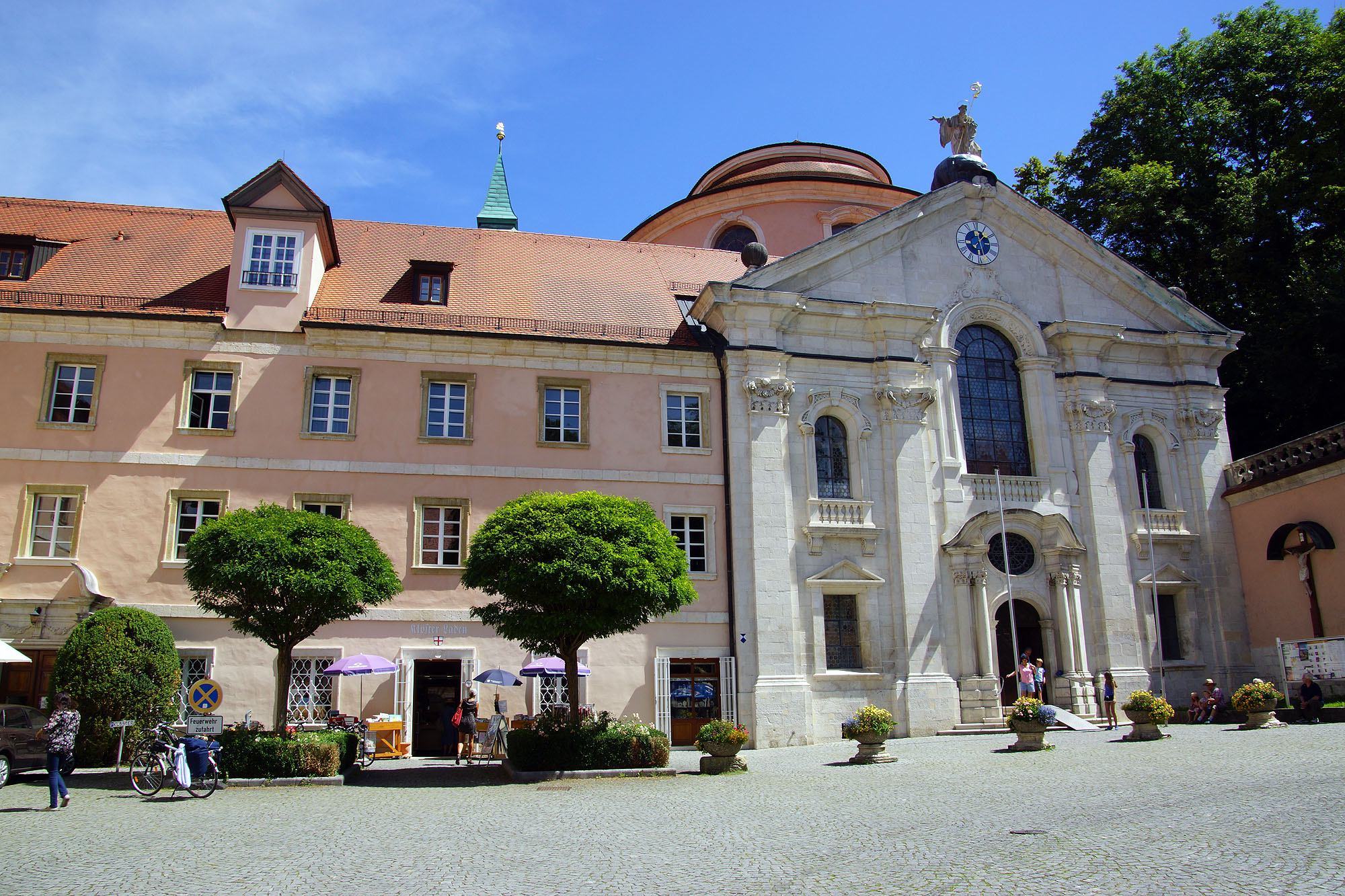
Fassade der Klosterkirche Weltenburg

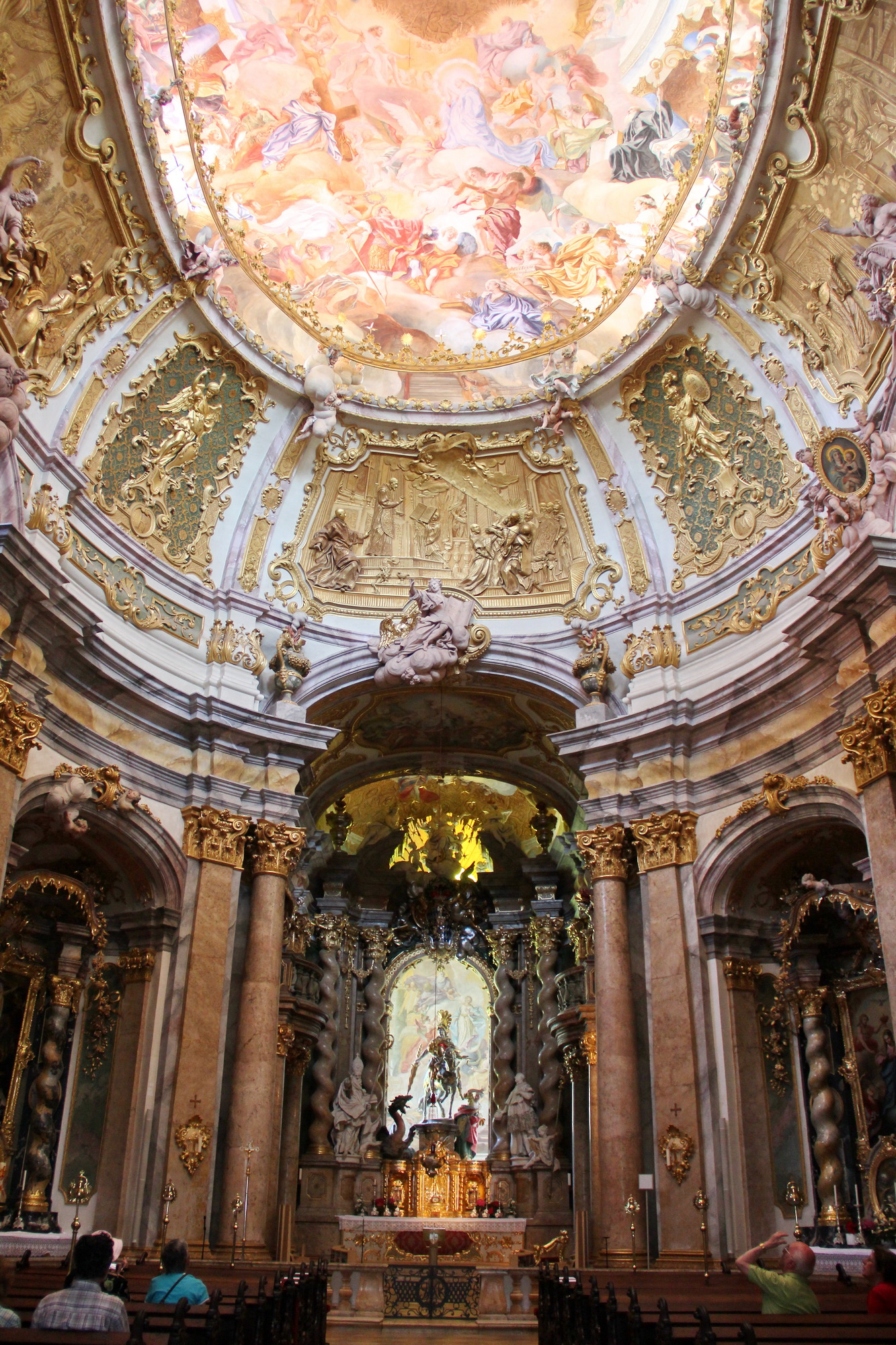
Innenraum der Klosterkirche, Blick zum Hochaltar mit der Darstellung von St. Georg

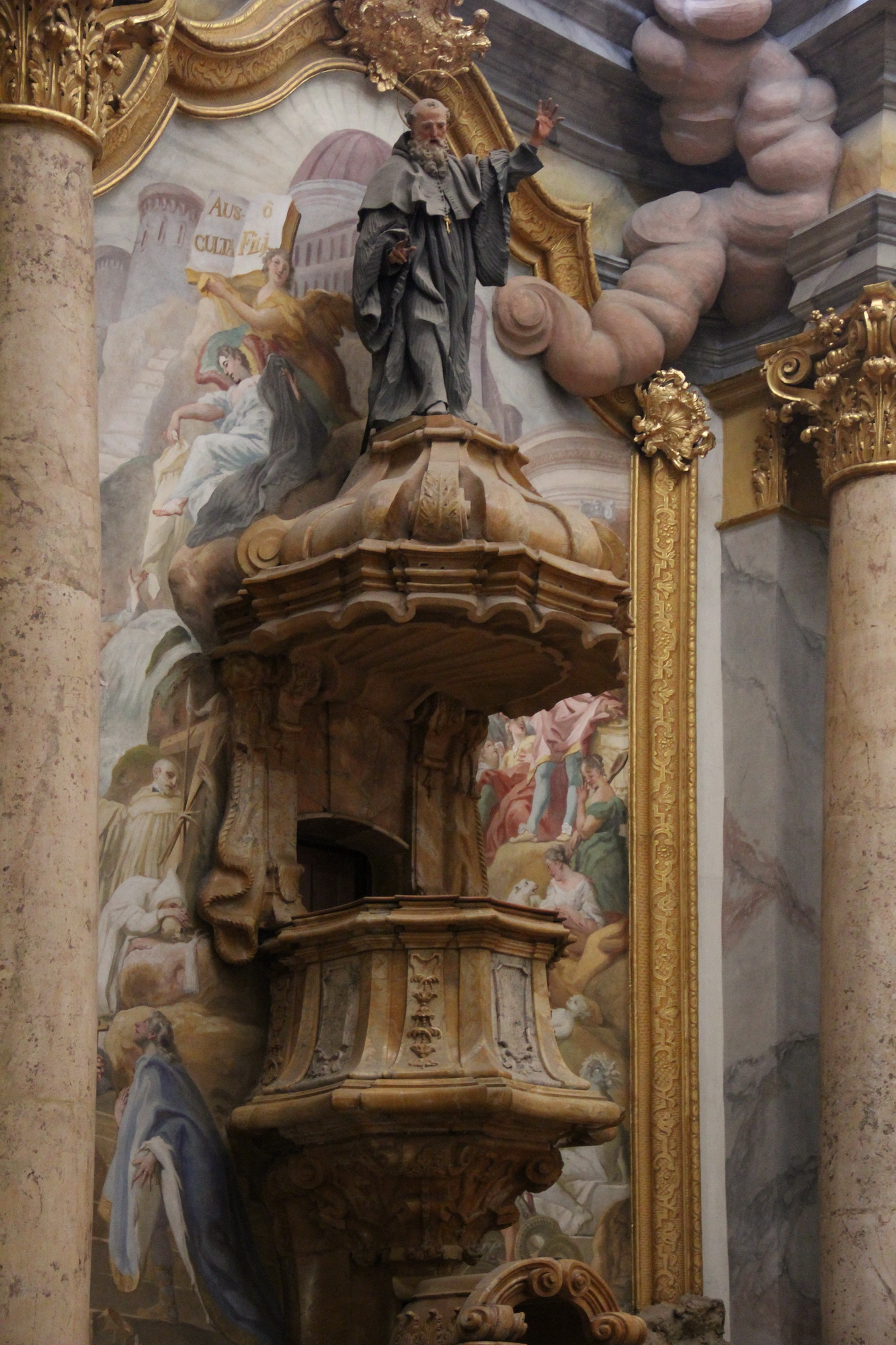
Kanzel aus Weltenburger Marmor mit Figur des hl. Benedikt

### Erste Bauphase
Eine erste Klosterkirche St. Georg in Weltenburg soll bereits um 700 durch den heiligen Rupert, den „Apostel der Baiern“, geweiht worden sein. Eine unter den von 1123 bis 1328 in Weltenburg lebenden Augustiner-Chorherren neu erbaute Kirche wurde 1191 geweiht. Diese wurde unter Abt Konrad V., wieder ein Benediktiner, in den Jahren 1447 bis 1449 zusammen mit den übrigen Klostergebäuden renoviert. Bei diesem Gotteshaus soll es sich um einen einschiffigen langrechteckigen Saalbau mit Flachdecke und nicht eingezogenem, gerade geschlossenem Chor gehandelt haben. Auch der Turm soll damals bereits von der Klosterkirche getrennt gewesen sein – in den Ostflügel des Konventbaus integriert.
In den Jahren 1606 bis 1608 wurde ein Turm errichtet, welcher als Abschluss eine Laterne mit Zwiebelhaube erhielt. Von diesem Turm ist heute noch das Untergeschoss erhalten, während der neue Aufbau aus dem Jahr 1763 stammt. In den Jahren 1633 und 1634, also mitten im Dreißigjährigen Krieg, wurde das Kloster geplündert. Dabei wurde auch die Kirche ausgeraubt und die Glocken gingen verloren. 1642 goss Georg Schelchshorn eine neue, etwa fünf Zentner schwere Glocke für die Klosterkirche, die noch heute erhalten ist und den Viertelstundenschlag besorgt. Eine weitere Glocke stellte 1657 Johann Schelchshorn, der Sohn des Georg Schelchshorn, her. Diese musste allerdings 1804 im Zuge der Säkularisation nach München abgeliefert werden.

### Zweite Bauphase
Im Zuge einer kompletten Erneuerung der Klosteranlage ab 1714 entstanden unter Abt Maurus Bächl zunächst der Wohnbereich der Mönche und danach, ab 1716 die Klosterkirche. Die aktuelle Forschung vertritt nun wieder die frühere Überzeugung, dass Kloster und Kirche von zwei sehr unterschiedlichen Baumeistern geplant wurden. Dem franziskanischen Ordensbaumeister Frater Philipp Plank (Blank) ist lediglich der Entwurf für das Konventgebäude zuzuschreiben, die Kirche und die Anordnung von Brauerei, Stallungen und Wirtschaftsbauten gehen aber mit großer Sicherheit 1716 auf das Eingreifen des in Rom ausgebildeten Malers und Raumschöpfers Cosmas Damian Asam zurück. Zwischendurch hatte die These, Fr. Philipp Plank könnte für die ganze Anlage verantwortlich sein, für Verunsicherung gesorgt.
Wie das Kloster wurde auch die neue Kirche unter Leitung des Maurerpaliers Michael Wolf an der Stelle des Vorgängerbaus errichtet. Der getrennt stehende, in den Klosterostflügel integrierte Turm blieb erhalten. Dass der Freisinger Fürstbischof  Johann Franz Eckher von Kapfing und Liechteneck am 29. Juni 1716 den Grundstein zu dem Gotteshaus legte, hatte zwei Gründe: Zu der Zeit war der Regensburger Bischofsstuhl vakant und Abt Maurus Bächl verband eine freundschaftliche Beziehung mit dem Fürstbischof. Derselbe weihte am 9. Oktober 1716 auch den Rohbau der ovalen Klosterkirche, die sich am Ende als einzigartiges Werk der gemeinsamen Bemühungen von Auftraggeber Abt Maurus Bächl, des Cosmas Damian Asam sowie dessen kongenialen Bruders, des Bildhauers und Stuckators  Egid Quirin Asam präsentierte.
In der Zeit von 1718 bis 1722 führte der Steinmetzmeister Pietro Francesco Giorgioli unter anderem die Marmorarbeiten in der neuen Kirche aus, zum Beispiel die Säulen und die Brüstung der Orgelempore sowie die Chorschranke. Im Jahr 1721 wurden das große Deckenfresko der Kirche von Cosmas Damian Asam gemalt und signiert sowie von seinem Bruder Egid Quirin Asam die Flächen der Halbkuppel mit Figuren und Reliefs stuckiert und der Hochaltar mit der Reiterstatue des hl. Georg in einer ersten Fassung aufgestellt. Zwei Jahre später wurde dieser Altar durch weitere Figuren ergänzt, außerdem erhielt die Kirche nun die Apsis im Osten als Anbau hinter dem Hochaltar anstelle eines geraden Wandabschlusses. In den Jahren 1723 und 1724 wurden durch Maria Salome Bornschlögl, geb. Asam, letzte Fassmalerarbeiten am Hochaltar ausgeführt.
1732 fertigte der Steinmetz Johann Jakob Kürschner die Kanzel aus Weltenburger Marmor. In den Jahren 1734 bis 1736 vollendete Egid Quirin Asam die aufwändigen Stuckaturen im Inneren der Kirche und fertigte insgesamt vier Seitenaltäre. Für drei dieser Altäre schuf sein älterer Bruder Cosmas Damian die Altarblätter, für den vierten der Landshuter Maler Matthias Daburger. Cosmas Damian Asam malte in dieser Zeit auch mehrere Wandfresken, vor allem die Bilder in den beiden Querarmen. 1735 und 1736 wurde außerdem das Gestühl von dem Bildhauer Franz Anton Neu aus Prüfening angefertigt, 1736 vier marmorne Beichtstühle wiederum von Johann Jakob Kürschner. Während der Arbeiten an dem Deckenfresko des Hochaltarraumes verstarb Cosmas Damian Asam am 10. Mai 1739, sodass sein Sohn Franz Erasmus Asam das Gemälde vollenden musste. Außerdem malte er 1745 ein Deckenfresko im Vorraum der Kirche. Mit der Errichtung eines neuen Turmobergeschosses und eines neuen Turmhelmes 1763 durch den Maurermeister Christoph Wolf aus Regensburg hat die Klosterkirche weitgehend ihr heutiges Aussehen erhalten.
Größere Renovierungsmaßnahmen an dem Kirchengebäude wurden 1874, 1887 bis 1890, 1928 bis 1931, 1960 bis 1962 sowie um 2000 durchgeführt.

## Beschreibung

### Architektur
Durch ihre Lage zwischen den Konventgebäuden des Klosters Weltenburg und dem Frauenberg ist die Kirche von außen im Vergleich zu den Reichtümern im Inneren eher unscheinbar. Von außen vom Klosterhof fallen nur der Turm und die ovale Kuppel des Zentralbaus auf. Ersterer ist nicht mit dem Kirchengebäude an sich verbunden, er ist vielmehr als Dachreiter auf den Ostflügel des Konventgebäudes aufgesetzt. Die Kuppel ist glatt verputzt und besitzt in ihrem oberen Aufsatz zwölf gleichmäßig am Umfang verteilte Fenster, die abwechselnd oval und geschweift umrahmt sind. Die Hauptfassade liegt auf der Westseite der Kirche zum Klosterhof hin, wo sich auch der bekannte Biergarten befindet. Es handelt sich um eine Hausteinfassade mit Dreiecksgiebel, auf dessen Spitze eine Figur des heiligen Benedikt thront. Die Gliederung erfolgt durch zwei verkröpfte Pilaster pro Seite, die je ein abgestuftes Kranzgesims tragen. Das hölzerne Kirchenportal ist von zwei Säulenpaaren flankiert, darüber ein logenartiges Rundbogenfenster.

### Innenraum
Der Innenraum der Klosterkirche ist dreigeteilt in die westliche Vorhalle, den Hauptraum in der Mitte und das Presbyterium, welches traditionell nach Osten ausgerichtet ist.

#### Vorhalle
Die Vorhalle besitzt einen ovalen Grundriss und eine vergleichsweise niedrige Flachdecke. Sie wird durch zweimal drei ionische Pilaster an den Wänden gegliedert. Darüber befindet sich die Orgelempore mit dem Psallierchor, der den Mönchen vorbehalten ist. Dieser Raum ist mit einem Tonnengewölbe ausgestattet und wird durch die hohe Emporenbrüstung und den Orgelprospekt vom Hauptraum der Kirche abgetrennt. Vorhalle und Psallierchor werden durch Fenster in der Westfassade ausgeleuchtet. Die Gestaltung der Vorhalle wurde 1751 von dem Bildhauer Franz Anton Neu aus Prüfening nach den Plänen der Brüder Asam vorgenommen. Da dieser Teil der Kirche als letzter fertiggestellt wurde, gehen die Stilmerkmale der Vorhalle schon deutlich stärker in Richtung des Rokoko als im Rest der Kirche. Links und rechts befindet sich je ein hölzerner Beichtstuhl, darüber aufwändig stuckierte Brustbilder der beiden Bußheiligen Petrus (links) und Magdalena (rechts). Auch die Deckengestaltung ist bemerkenswert. Das zentrale Deckenfresko von Franz Asam, dem Sohn von Cosmas Damian Asam, aus dem Jahr 1745 zeigt das Jüngste Gericht. An den Rändern befinden sich Kartuschen mit Stuckgebilden von den vier letzten Dingen: auf der linken Seite der Tod mit den Insignien der weltlichen und geistlichen Macht; über dem Portal das Gericht mit Waage, Schwert und Buch mit Richterspruch als Zeichen der Gerechtigkeit Gottes; auf der rechten Seite die Hölle mit einem Ouroboros, einer Schlange, die einen Kreis bildet, Flammen, einer Fackel und einem leeren Gefäß als Symbole; über dem Durchgang zum Hauptraum der Himmel mit einem gleichseitigen Dreieck mit dem Auge der Allwissenheit als Zeichen der Dreifaltigkeit Gottes.

#### Hauptraum

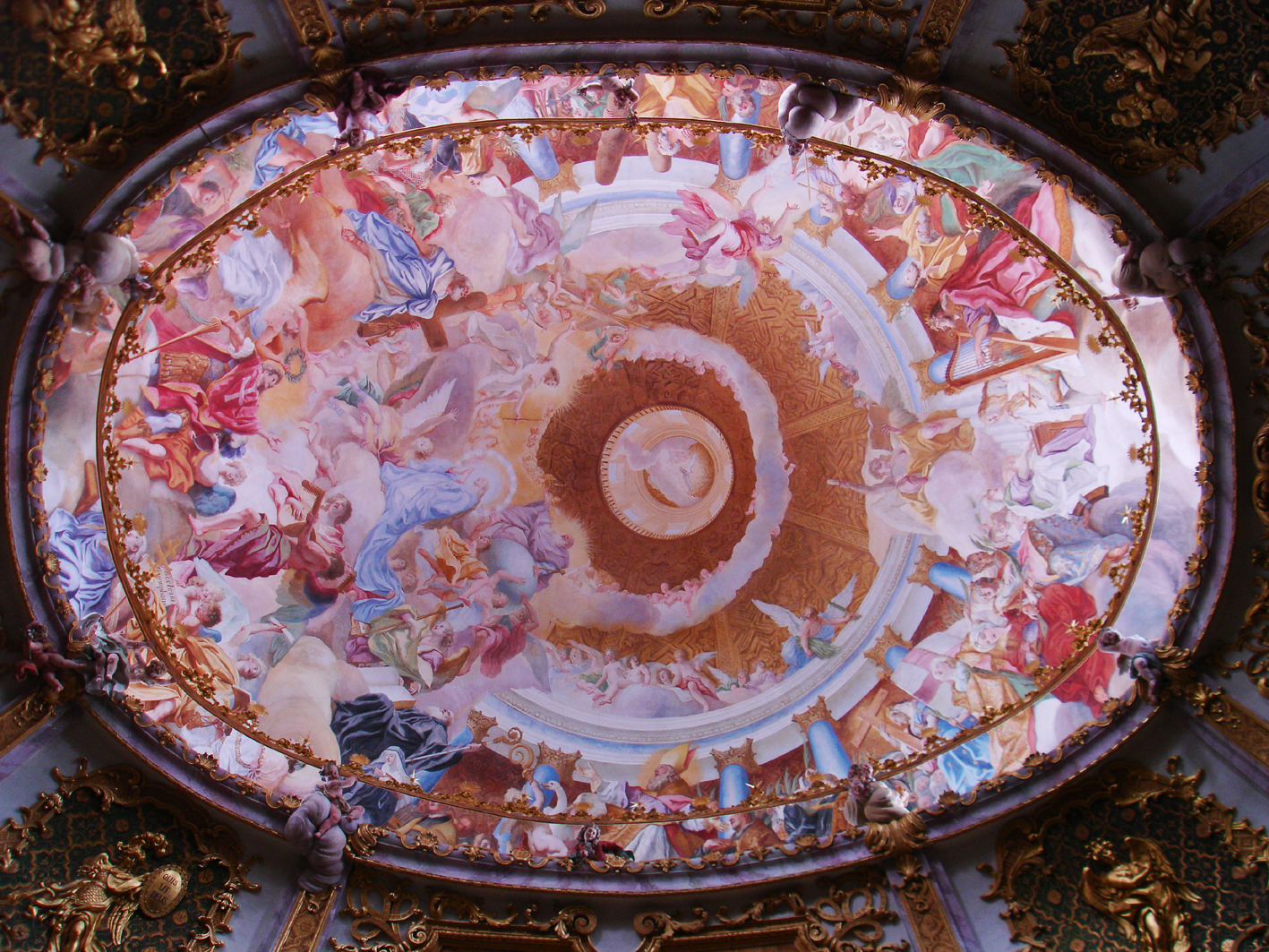
Deckenfresko der Klosterkirche des Klosters Weltenburg, am unteren Rand des Freskos befindet sich das bekannte Selbstporträt von Cosmas Damian Asam

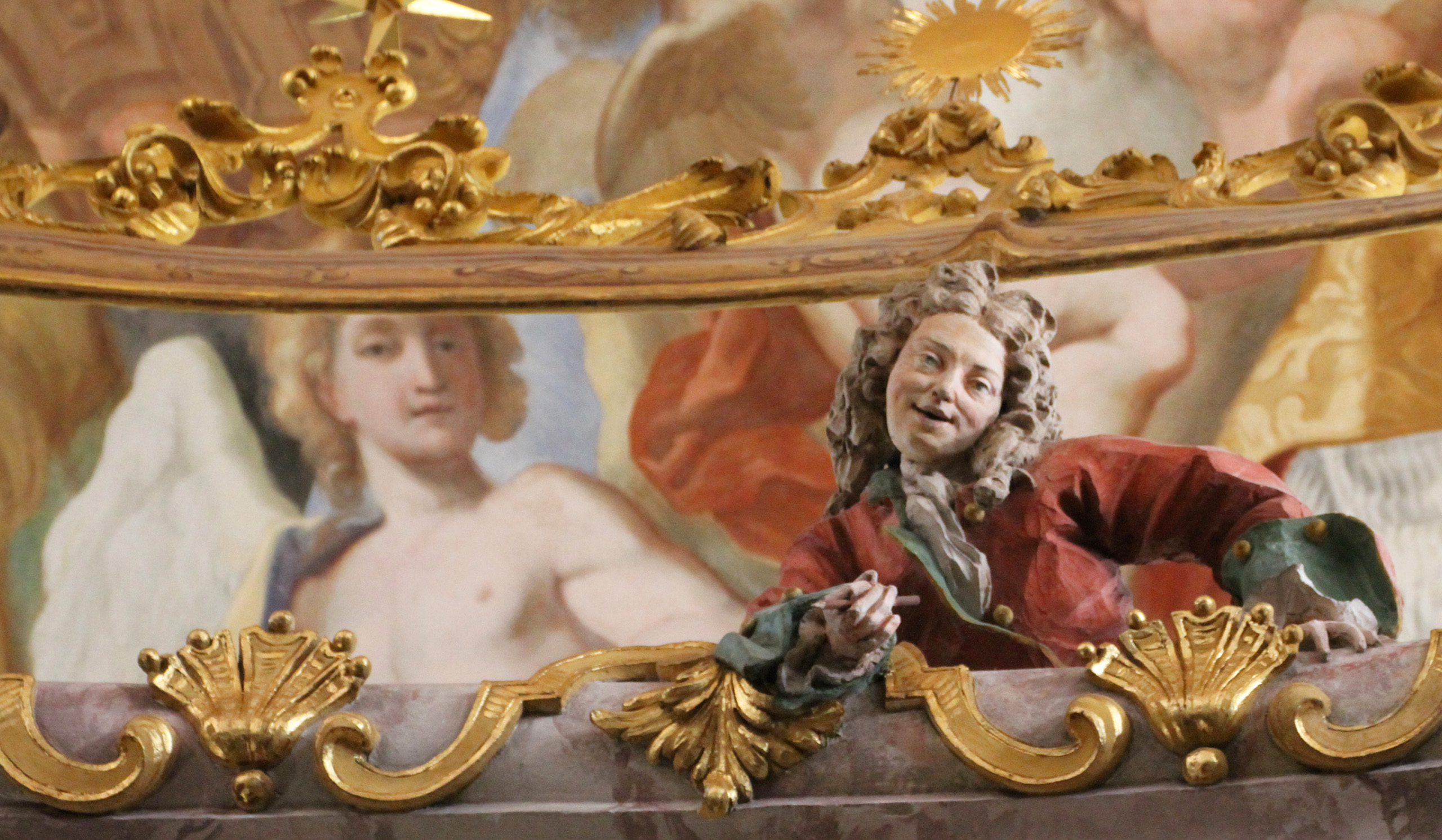
Die Brüder Egid Quirin Asam (links im Deckengemälde) und Cosmas Damian Asam (rechts als Stuck-Skulptur) in der Klosterkirche Weltenburg

Der Hauptraum besitzt ebenfalls einen ovalen Grundriss und ist mit 19,5 Metern Länge und 14,5 Metern Breite sehr klein für eine Abteikirche. Durch die offene Kuppelkonstruktion, die in 20 Metern Höhe flach abgedeckt ist, wirkt der Kirchenraum jedoch imposant. Auch die aufwändige künstlerische Gestaltung mit goldglänzendem Stuck und farbenfrohen Decken- und Wandfresken ist außergewöhnlich. Die Gliederung des Hauptraumes erfolgt durch acht Säulen aus Weltenburger Marmor, die einerseits die Kuppel zu tragen scheinen, andererseits acht Wandnischen voneinander abtrennen. Ein Vorbild für die Raumgestaltung könnte die Kirche Sant’Andrea al Quirinale in Rom gewesen sein. Die Nischen teilen sich auf in vier große und ebenso viele kleine Nischen, die abwechselnd angeordnet sind und alle nach oben mit einem Rundbogen abschließen. Die großen Nischen durchbrechen dabei jeweils das Gesims am Fuß der Kuppel, während die kleinen Nischen mit rund 11 Metern Höhe unterhalb dieses Absatzes abschließen.
Zu den großen Nischen zählen der an der hinteren kurzen Seite des Ovals angeordnete Durchgang zum Vorraum, darüber die Orgelempore mit Psallierchor, und die gegenüberliegende Nische, über welche sich der Hauptraum zum Presbyterium öffnet. Die Nische auf der Südseite enthält ein monumentales goldgerahmtes Fresko, das die Ankunft von Benediktinermönchen zusammen mit Christoph Kolumbus in Amerika zeigt, darunter ein hölzerner Beichtstuhl. Die gegenüberliegende Nische enthält die Kanzel aus Weltenburger Marmor, darunter ebenfalls ein gleich gestalteter Beichtstuhl. Rund um die Kanzel ist auch hier ein goldgerahmtes Gemälde angeordnet, welches auf die Figur des heiligen Benedikt als Prediger auf dem Schalldeckel Bezug nimmt: Links der Kanzel ist die Zustimmung zu seinen Predigten anhand von Persönlichkeiten aus der Geschichte dargestellt, auf der rechten Seite die Ablehnung in Form allegorischer Darstellung von Stolz und Vergötzung irdischer Werte.
Die kleinen Nischen enthalten jeweils einen von Egid Quirin Asam gestalteten Nebenaltar. In ihrem Aufbau sind diese vier Altäre gleich. Sie besitzen einen Altartisch, der mit vergoldeten Ornamenten reich verziert ist. Darauf bauen zwei gewundene Marmorsäulen auf, die ein ovales Relief und ein rechteckig gerahmtes Gemälde umschließen und oben einen Baldachin aus feinstem Stuck bilden. Der vordere Altar auf der Südseite zeigt im Relief den heiligen Josef, im Bild die Heiligste Dreifaltigkeit und die Krönung Mariens; der hintere Altar auf dieser Seite enthält ein Relief des heiligen Johannes Nepomuk und ein Gemälde des heiligen Benediktinermönches Maurus, der seinen Mitbruder Placidus rettet. Der vordere Altar auf der Nordseite zeigt im Relief Schutzengel, im Bild eine Darstellung der Kreuzigung Christi; der hintere Altar auf derselben Seite enthält ein Relief der heiligen Scholastika und ein Gemälde, das eine Vision des heiligen Benedikt zeigt.
Auf den Rundbögen der vier großen Nischen befinden sich Figuren der vier Evangelisten mit ihren jeweiligen Attributen. Die große Hohlkehle der Kuppel ist durch acht golden verzierte Gurte in vier breite und vier schmale Felder entsprechend den großen und kleinen Nischen eingeteilt. Die vier schmalen Felder über den Nischen der Nebenaltäre zeigen Reliefs der Erzengel Michael, Gabriel, Raphael und Uriel vor edlem Brokathintergrund. Die vier breiten Felder zeigen hingegen aufwändig umrahmte, vergoldete Reliefs mit Szenenbildern: den Tod von St. Benedikt, die Begegnung des Gotenfürsten Totila mit St. Benedikt, den Tod seiner Schwester Scholastika und den Bau der Abtei Montecassino. Den Rahmen des Kuppelausschnittes zieren Ornamente, Wolkengebilde und Engelsgruppen, die einen Sternenreifen tragen. Zwischen diesem und der Kuppelbrüstung schaut eine Figur des Architekten und Künstlers Cosmas Damian Asam auf den Kirchenraum hinab, neben ihm im Deckenfresko ist sein Bruder Egid Quirin dargestellt.
Das Deckenfresko an der Flachdecke oberhalb des Kuppelausschnittes stellt in allegorischer Form die verklärte Kirche dar. Zentrales Gestaltungselement ist der Heilige Geist, der für die Herzmitte der Kirche steht. Im vorderen Bereich erkennt man die Krönung Mariens durch Gott Vater und Gott Sohn, darunter die Aufnahme des Kirchenpatrons St. Georg in den Himmel. Von hier aus finden sich im Gegenuhrzeigersinn folgende Motive: eine Allegorie der triumphierenden Kirche; die Heiligen Benedikt und Scholastika; der Konvent von Weltenburg mit dem Abt Maurus Bächl, unter dem die Klosterkirche erbaut wurde, an der Spitze; der Stuckateur der Kirche, Egid Quirin Asam, als Genius; der heilige Martin und die ebenfalls heiliggesprochenen Regensburger Bischöfe Wolfgang und Emmeram; die heiligen Frauen und Jungfrauen Helena, Ursula, Barbara und Katharina; über der Orgel die heilige Cäcilia, die Patronin der Kirchenmusik; daneben König David und weitere Vertreter des Alten Bundes; über der Kanzel schließlich die zwölf Apostel und der „Bayernapostel“ Rupert, der angeblich die erste Klosterkirche in Weltenburg errichten hat lassen.

#### Presbyterium und Hochaltar

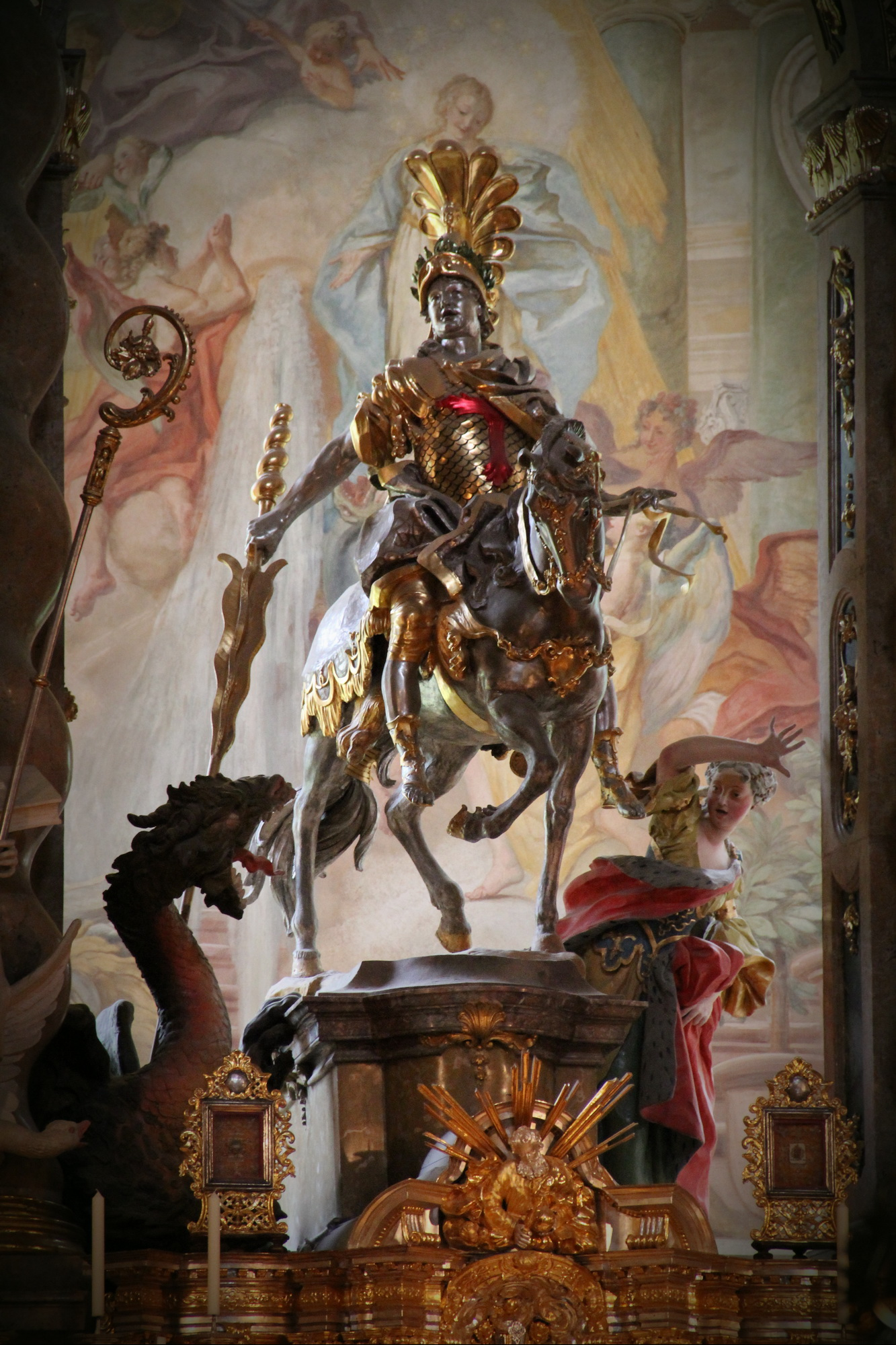
Altarbild mit dem hl. Georg in der Klosterkirche des Klosters Weltenburg

Zentrum des Chorraumes ist der prächtige Hochaltar im spätbarocken Stil. Seine Architektur besteht aus zwei Paaren gedrehter Säulen, vor denen St. Martin  (links) und St. Maurus (rechts) stehen; letzterer trägt die Gesichtszüge des Bauherrn Maurus Bächl.
Hinter den vier Säulen, die einen gesprengten Giebel tragen, mit der Stuckplastik einer Aufnahme Mariens in den Himmel, öffnet sich in hohem Rundbogen der Durchbruch zur Apsis. Der drehbare Tabernakelaufsatz auf dem Altartisch ist aus Holz gefertigt und vergoldet. Hinter dem Tabernakel ragt rund sieben Meter hoch die berühmte Weltenburger Altargruppe empor: in der Mitte der Kirchenpatron St. Georg zu Pferde, wie er gerade den Drachen tötet, der die Prinzessin bedroht. Um diese legendäre Szene als Theatrum sacrum aufstellen und wirkungsvoll ausleuchten zu können, wurde der ursprünglich flach schließende Chor 1720/21 nach Osten um die Apsis mit drei großen Fenstern verlängert.
Der hl. Georg steht dabei einsam im Gegenlicht des weiten Chorbogens. Die plastische Gruppe galt bis 2023 als Meisterwerk von Egid Quirin Asam. Neuere Forschungen der Kunsthistorikerin Gabriele Dischinger haben jedoch erbracht, dass sich das 1721 aufgestellte Monument aus einem älteren, mit wenig Aufwand umgearbeiteten Reiterstandbild des bayerischen Kurfürsten Max Emanuel und den zwei 1721–1723 von Asam ausgeführten Nebenfiguren zusammensetzt. Das Reiterstandbild ist 35 Jahre früher entstanden, nämlich als Festdekoration zu dem Triumphzug vom 5. November 1686. Gefeiert wurde die Rückkehr des jungen Kurfürsten Max Emanuel nach der erfolgreichen Verteidigung der Festung Buda. Die aus Metall, Holz, Stroh und Gips geformte Reiterplastik hat der Münchner Hofbildhauer Balthasar Ableithner im Auftrag des Provonialates der Jesuiten ausgeführt. „Nach Deskription und Abbild diente die in gleicher Weise aufgesockelte, bronzene Reiterstatue Mark Aurels“, die vor dem Kapitol in Rom steht.
Für das großzügige Geschenk bedankte sich das Kloster mit dem kurfürstlichen Stifterwappen über der Hochaltargruppe. Beides erstrahlt seit der letzten Restaurierung (1997–2002) wieder in den Originalfarben,  die die Asam-Schwester und Fassmalerin Maria Salome Bornschlögl 1723–1724 aufgetragen hat.
Bei der Umwidmung der Reiterstatue für den Weltenburger Hochaltar scheint Egid Quirin Asam „unter Zeitdruck gestanden zu haben, weil ihm Nachlässigkeiten unterlaufen sind. Beispielsweise hat er versäumt, auf der Rückseite des Reiters alle Reste von Max Emanuels kastanienbrauner Allonge-Perücke zu beseitigen, bevor der Helm des hl. Georg darüber gestülpt wurde.“ „Dass vielfach mit dem fertigen Hochaltar erst im Jahr 1734 oder später gerechnet wird, lässt sich unter dem Hinweis auf das seit 1721 vorhandene Reiterdenkmal entkräften ohne die zeitraubende Anfertigung von Reiter und Pferd konnte sich der Stuckator auf Adaptieren und Komplettieren beschränken.“
Das Deckenfresko im Tonnengewölbe des Chores zeigt die Stiftung des Klosters durch den Bayernherzog Tassilo III. und die Übernahme der Abtei durch den Benedikt von Nursia.

## Herausragende Orgeltradition

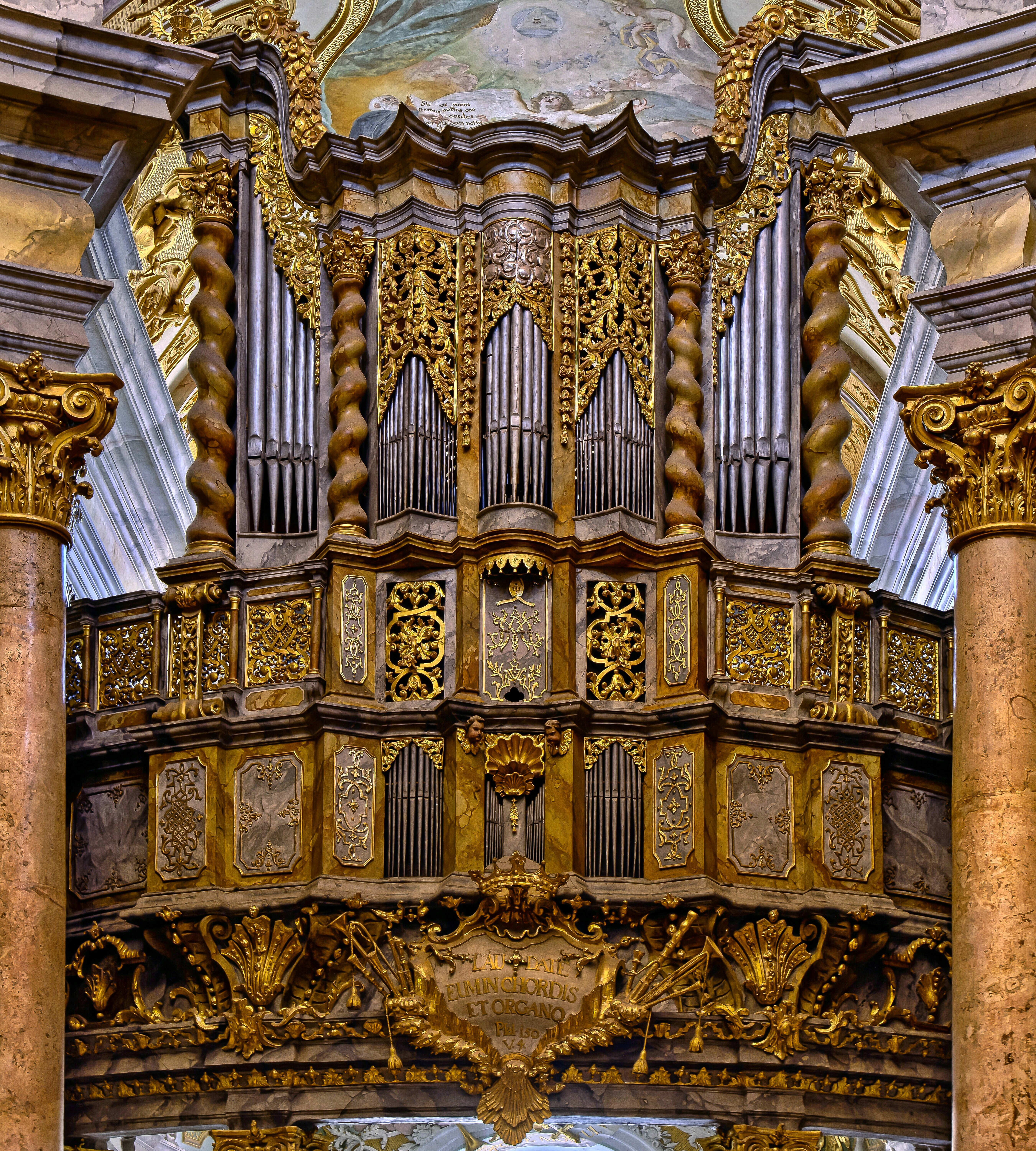
Prospekt der Brandenstein-Orgel

Weltenburg hat eine herausragende Orgeltradition. Bereits im Jahr 1077 ist eine Orgel nachzuweisen. Dieses Instrument zählte zu den ersten sakral genutzten Orgeln überhaupt. 1595 wurde bei dem berühmten Orgelbauer Kaspar Sturm aus Regensburg ein neues Instrument in Auftrag gegeben, das später beim Abriss der alten Klosterkirche zerstört wurde.

### Emporenorgel
Mit dem Bau der bis heute erhaltenen Orgel für die damals neue Klosterkirche beauftragte der Weltenburger Abt Maurus I. Bächel 1728 den Orgelbauer Johann Konrad Brandenstein (1695–1757) aus Stadtamhof bei Regensburg. Die einmanualige Orgel mit Pedal sollte ursprünglich folgende Disposition haben; mit Pfeifen aus Zinn (Z) und Holz (H), einige als Gedackte (G).
| Manual CDEFGA–c3 |         |
| Principal        | 8' (Z)  |
| Copel            | 8′ (HG) |
| Echo             | 8′ (Z)  |
| Viol di Gamba    | 8′ (Z)  |
| Octav            | 4′ (Z)  |
| Flauten          | 4′ (H)  |
| Quint            | 3′ (Z)  |
| Waldflauten      | 2′ (Z)  |
| Mixtur III       | 1′ (Z)  |

| Pedal CDEFGA–a |          |
| Sub Baß        | 16′ (HG) |
| Octav          | 8′ (H)   |
| Nono Baß       | 2′ (Z)   |

Brandenstein baute die Orgel mit zwei weiteren Registern (Gembshorn, Superoctav), die Gamba mit Teilung in Bass und Diskant. Die Disposition lautet::
| Manual CDEFGA–c3 |    |
| Principal        | 8′ |
| Gamba B/D        | 8′ |
| Echo             | 8′ |
| Copel            | 8′ |
| Octav            | 4′ |
| Flauten          | 4′ |
| Gembshorn        | 4′ |
| Quint            | 3′ |
| Waldflauten      | 2′ |
| Superoctav       | 2′ |
| Mixtur III       | 1′ |

| Pedal CDEFGA–a |     |
| Subbaß         | 16′ |
| Octavbaß       | 8′  |

Im Jahr 1792 folgten Veränderungen durch Ludwig Ehrlich, im 19. Jahrhundert mehrere Reparaturen, weitere in den Jahren 1931 durch Michael Weise und nach 1950 durch Eduard Hirnschrodt. 1992–1994 restaurierte Georg Jann das Instrument; dabei rekonstruierte er die Waldflauten aus zehn verbliebenen Pfeifen und ersetzte vier Register.

### Ehemalige Chororgel
1908 erbaute Willibald Siemann mit dem Opus 222 eine, vom Kirchenraum aus nicht sichtbare pneumatische Orgel mit 19 Registern auf zwei Manualen und Pedal in der Lücke zwischen dem Hochaltar und der Apsis-Rückwand. Der Schallaustritt zum Kirchenraum befand sich in der Aussparung des Hochaltars. An diesem Platz ist die plastische Darstellung des hl. Georg zu sehen. Eduard Hirnschrodt baute diese Orgel im Jahr 1964 auf elektro-pneumatische Traktur um und hellte das Klangbild durch den Einbau von kleinfüßigen Stimmen auf. Der Spieltisch befand sich nach diesem Umbau auf der rechten Empore im Chorbereich. Dadurch war es dem Organisten möglich, das liturgische Geschehen besser zu verfolgen. Die Orgel ist nicht mehr vorhanden, ein Neubau ist geplant.

### Orgelpositiv

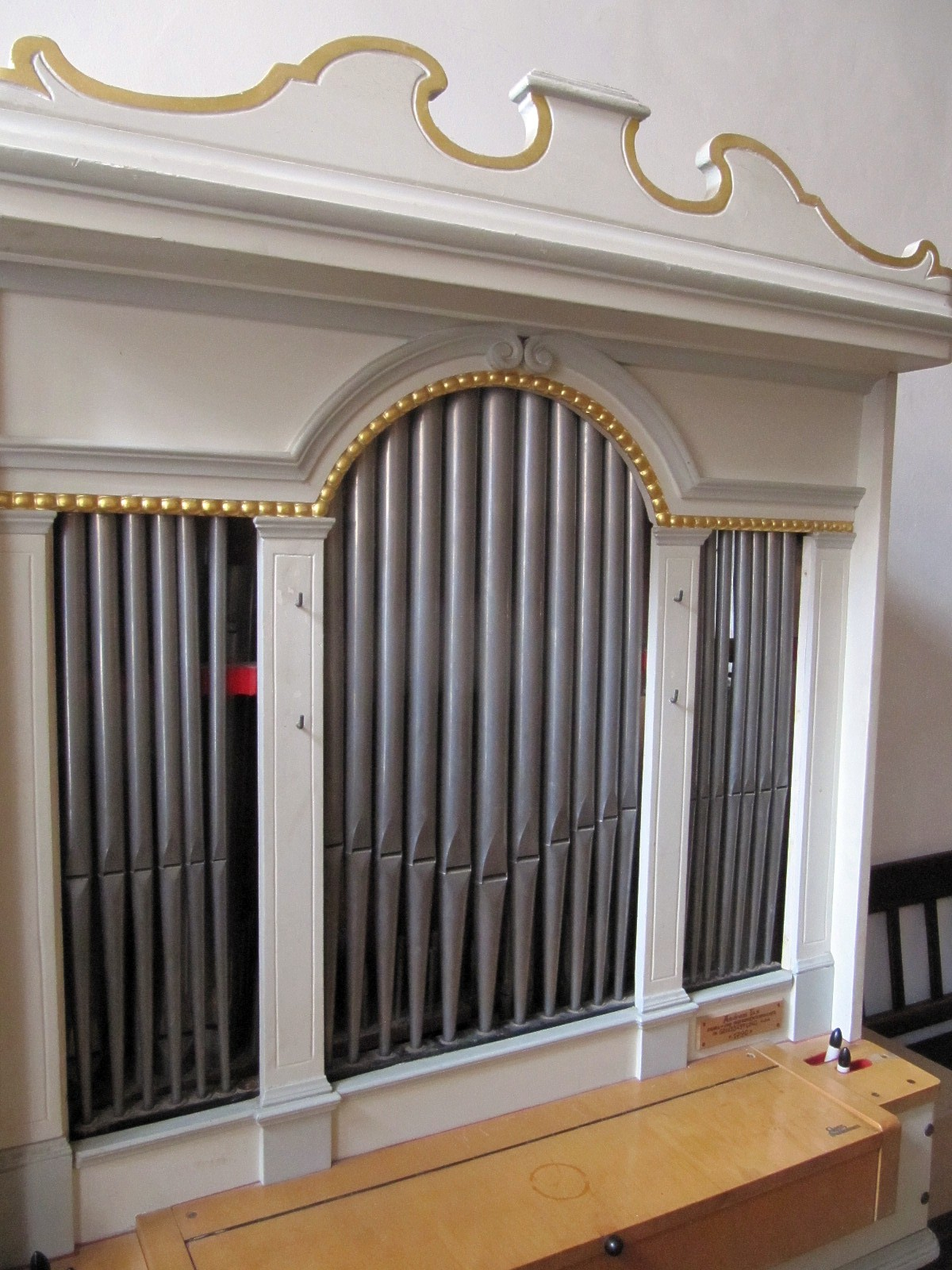
Orgelpositiv von Andreas Fux

Im Kirchenraum befindet sich ein historisches Orgelpositiv mit vier Registern, welches sich ursprünglich in der nahegelegenen Frauenbergkapelle befand. Das Instrument wurde laut Inschrift 1790 von dem Instrumenten- und Orgelmacher Andreas Fux aus „Grossbryfling“ Großprüfening erbaut. Es wurde 1968 von Hermann Kloss restauriert und verändernd umgebaut. Die heutige Disposition lautet:
| Manual C–c3 |    |
| Gedackt     | 8′ |
| Rohrflöte   | 4′ |
| Oktave      | 2′ |
| Scharff II  |    |

## Glocken
Die Glocken 1 bis 3 stammen von der Glockengießerei Otto aus Hemelingen bei Bremen und wurden im Jahr 1948 gegossen. Ihre Patrone sind Sankt Benedikt, Sankt Georgius und hl. Schutzengel. Die Glocke 4 ist etwas kleiner als die anderen Glocken, aber weitaus älter. Sie wurde schon im Jahr 1642 von Georg Schelchshorn gegossen und besorgt noch heute den Viertelstundenschlag der Uhr. Die Glocken im Einzelnen:
1. g1 + 2. „Die für Glocken typischen Abweichungen von den Tönen der temperierten Stimmung werden in Sechzehnteln eines Halbtones angegeben. Bezugston ist a' = 435 Hz.“ (Kurt Kramer in „Die Glocke und ihr Geläute“), ⌀ 102 cm, ca. 650 kg, Holzjoch, Stundenschlag der Uhr.
Inschrift: 547 PAX 1947 JUBILATE DEO, Bildnis: „St. Benedictus“.
2. a1 + 4, ⌀ 90,5 cm, ca. 500 kg
Inschrift: ESTOTE FORTES IN BELLO – Seid standhaft im Kampf, Bildnis: St. Georg.
3. h1 + 4, ⌀ 80 cm, ca. 320 kg.
Inschrift: ANGELUS DEI VOBISCUM EST – Der Engel Gottes ist mit Euch. Bildnis: Ein Schutzengel.
4. d2 - 3, ⌀ 71,5 cm, ca. 250 kg.
Inschriften: An der Schulter zweizeilig:CAMPANAM ISTAM FIERI CVRAVIT MATTHIAS ABBAS IN WELTENBVRG ANNO MDCXLII (Dass diese Glocke gegossen wurde veranlasste Abt Matthias in Weltenburg im Jahre 1642). GEORG SCHELCHSHORN VON REGENSBVRG GOS MICH – AVS DEM FEVER FLOS ICH
(In einem Kunstführer 1986 wird diese Glocke unter den Künstler- und Handwerkernamen – Schelchshorn – irrtümlicherweise als „nicht mehr vorhanden“ aufgeführt.)